# Aristaria cellulalis
Aristaria cellulalis là một loài bướm đêm trong họ Noctuidae.